# Wes Santee
Wes Santee (eigentlich: Wesley David Santee; * 25. März 1932 in Ashland, Kansas; † 14. November 2010 in Eureka, Kansas) war ein US-amerikanischer Mittelstrecken- und Langstreckenläufer, der in den 1950er Jahren vor allem im 1500-Meter- und Meilenlauf erfolgreich war.
1949 erhielt er ein Sportstipendium an der University of Kansas. Bei den Olympischen Spielen 1952 in Helsinki startete er nicht über die 1500 m, seine Spezialdisziplin, sondern auf Anweisung der Amateur Athletic Union im 5000-Meter-Lauf, bei dem er im Vorlauf ausschied. Bei den Panamerikanischen Spielen 1955 in Mexiko-Stadt gewann er die Silbermedaille über 1500 m hinter dem Argentinier Juan Miranda.
Auf dem Höhepunkt seiner Karriere galt Santee neben dem Briten Roger Bannister und dem Australier John Landy als einer der aussichtsreichsten Anwärter darauf, als erster Mensch eine englische Meile (1609 Meter) in weniger als vier Minuten zurückzulegen. Dies gelang jedoch zunächst Bannister am 6. Mai 1954 in Oxford mit einer Zeit von 3:59,4 Minuten. Landy steigerte die Marke wenig später in London auf 3:57,9 Minuten. Santee selbst schaffte es nicht, die vier Minuten zu unterbieten. Seine Bestzeit, aufgestellt 1955, liegt bei 4:00,5 Minuten.
Dafür erzielte Santee am 4. Juni 1954 einen Weltrekord im 1500-Meter-Lauf. Bei einem Meilenlauf in Compton unterbot er mit seiner Zwischenzeit von 3:42,8 Minuten die fast zehn Jahre alte Bestmarke des Schweden Gunder Hägg um zwei Zehntelsekunden. Seinen Rekord verlor Santee allerdings noch  im selben Monat an Landy. Daneben stellte Santee noch drei Hallenweltrekorde auf, einmal über 1500 Meter und zweimal über eine Meile.
1952, 1953 und 1955 wurde er US-Meister über 1500 m bzw. eine Meile. In der Halle errang er 1955 den nationalen Titel über eine Meile.
Er trainierte bei Bill Easton, bei dem er im Winter mit relativ großen Trainingsumfängen die meist ca. 8 km-langen Crossläufe bestritt und zweimal amerikanischer Meister wurde. Im Sommer folgten auf dieser Grundlage intensive Intervallläufe.
Santees Karriere endete 1956, als ihm die Amateur Athletic Union den Amateurstatus entzog. Man warf ihm vor, dass seine Einnahmen aus Wettkämpfen das zulässige Maß überschritten hatten. So blieb ihm eine Teilnahme an den Olympischen Spielen 1956 in Melbourne versagt.
Santee diente fortan beim United States Marine Corps und führte später eine Versicherungsagentur. Er war dreimal verheiratet und hatte drei Kinder. 2010 starb er im Alter von 78 Jahren an Krebs.